# London Dungeon

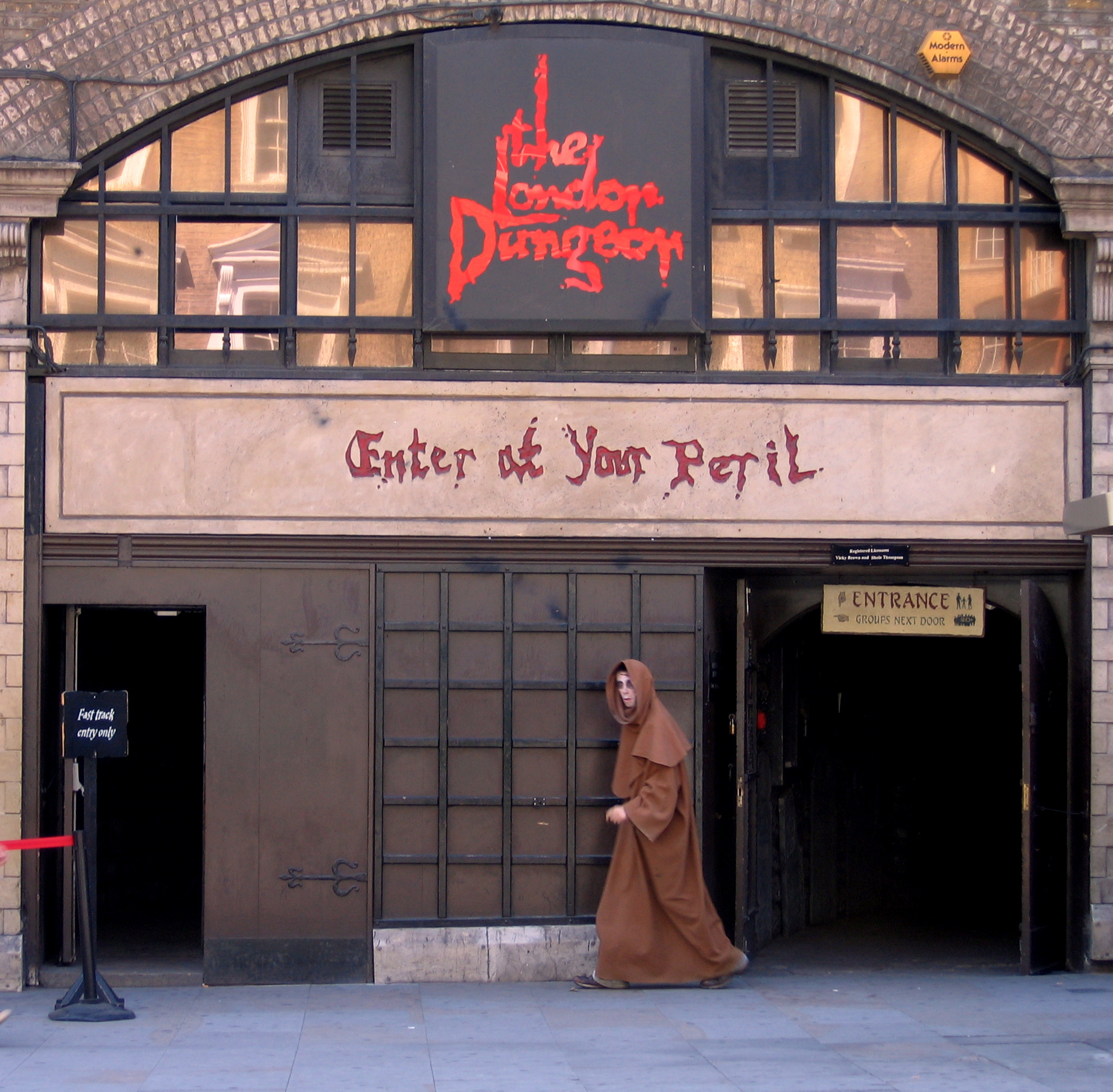
Wejście do London Dungeon

London Dungeon (dosł. Loch londyński) – atrakcja turystyczna Londynu, otwarta w 1976 r. przy Tooley Street, w pobliżu stacji metra Waterloo Station. Odtwarza niektóre brutalne i krwawe wydarzenia historyczne w realistyczny sposób, który ma przyciągać zwłaszcza młodą widownię. Obiekt pomyślany pierwotnie jako rodzaj „muzeum horroru”, z czasem przekształcił się w miejsce interaktywnych pokazów dla publiczności, z wykorzystaniem rozbudowanej scenografii, żywych aktorów i efektów specjalnych.
Od marca 2013, nakładem ogromnych środków finansowych, atrakcja otwarta w nowej lokalizacji, tuż przy London Eye.
Podobne multimedialne „lochy” funkcjonują też – w ramach wspólnego przedsięwzięcia turystycznego – jako atrakcje w innych miastach Wielkiej Brytanii (York, Edynburg) i Europy (Hamburg, Amsterdam).